# Reflejo de Flehmen

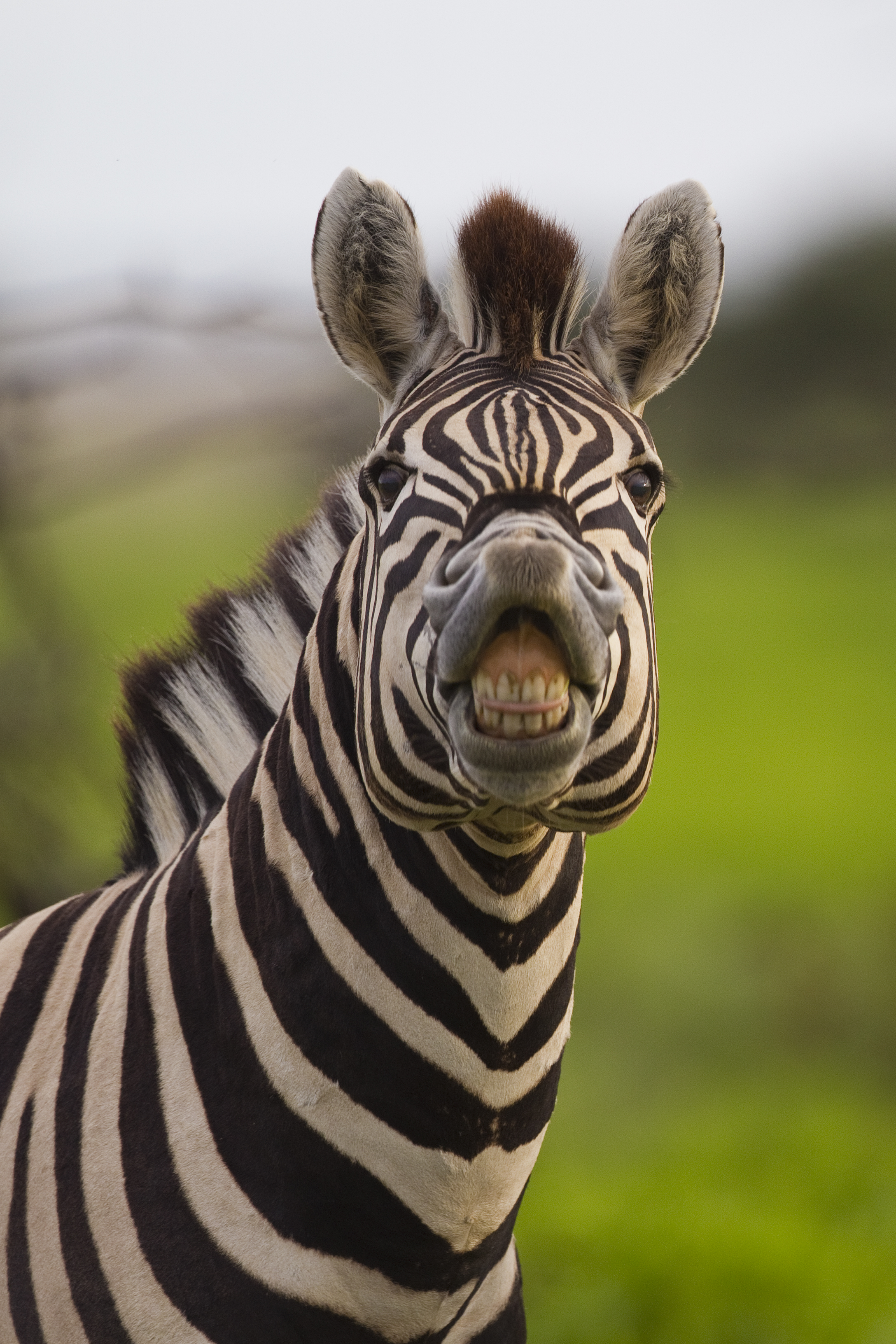
Flehmen, Equus quagga (Namutoni)

La respuesta Flehmen, también llamada posición de Flehmen, o la reacción de Flehmen (del alemán flehmen - de animales, que significa arrugar el labio superior, y del alto sajón, verse rencoroso), es un tipo particular de movimiento de retracción en los labios en ungulados, felinos, y muchos otros mamíferos, que facilita la transferencia de productos químicos odorantes en el órgano vomeronasal o de Jacobson. En la reacción o reflejo de Flehmen, los animales retraen sus labios de una forma que hace que parecen estar haciendo una mueca. Este gesto se adopta para ayudar así a exponer el órgano vomeronasal y atraer las moléculas del olor hacia él.
Este comportamiento permite que los animales detecten odorantes, por ejemplo de la orina, de otros miembros de su especie. Permite que los animales determinen varios factores, incluyendo la presencia o la ausencia del celo, el estado fisiológico del animal, y cuánto tiempo hace que el animal pasó cerca. Esta respuesta particular es la más reconocible en sementales al oler la orina de una yegua en celo.

## Etimología
La palabra se origina del verbo alemán flehmen, mostrar los dientes superiores. Proviene del alto sajón flemmen, «verse rencoroso o malicioso». La palabra fue introducida en 1930 por Karl Max Schneider, director del zoológico de Leipzig y una autoridad sobre grandes felinos en cautiverio.